# Neurofilozofia
Neurofilozofia – filozoficzne badania odnośnie do zagadnienia umysł–ciało. Określana jest jako dyskusja o związkach pomiędzy procesami zachodzącymi w mózgu a fenomenami mentalnymi. Łączy rezultaty badań neuronauk z rozważaniami filozoficznymi. Istnieją dwie podstawowe linie badań prowadzonych w ramach neurofilozofii: z jednej strony prowadzi się starania, by rozwiązać problemy filozofii umysłu przy pomocy rezultatów empirycznych z dziedzin bliskich neuronaukom, z drugiej natomiast stosuje się metody filozofii nauki w interpretacji wyników tychże nauk.

## Historia
Pojęcie "neurofilozofia" zostało przejęte z języka angielskiego i określało pole badań, którego pionierami byli Patricia i Paul Churchland.
Pierwsza książka na ten temat wydana została w 1986 roku przez Patricię Churchland: Neurophilosophy: Toward a Unified Science of the Mind-Brain.
Inni przedstawiciele, którzy jako filozofowie umysłu zbliżyli neuronauki do filozofii to Daniel Dennett, John Searle, David Chalmers, Ansgar Eckermann i Thomas Metzinger. 
Wśród naukowców zajmujących się neurofilozofią wymienić można Francisa Cricka, Christofa Kocha, czy Francisco Varelę.

## Problematyka
Neurofilozofia polega z jednej strony na metodycznym wykorzystywaniu przez filozofów osiągnięć neuronauk, a z drugiej na stosowaniu tych osiągnięć w rozwiązywaniu tradycyjnych problemów filozoficznych takich jak wolna wola, moralność, natura umysłu, tożsamość osobowa, natura emocji czy percepcji. 
Patricia C.Churchland definiuje neurofilozofię jako nowe podejście do rozwiązywania problemów i zagadek umysłu, polegające na odrzuceniu apriorycznych i funkcjonalistycznych analiz czynności umysłowych na rzecz ujęcia czerpiącego inspiracje z biologii ewolucyjnej, badań nad mózgiem oraz modelowania sieci neuropodobnych. Wyróżnia trzy główne tezy neurofilozofii:
1. procesy umysłowe są procesami mózgowymi;
2. mało prawdopodobny jest sukces eksplanacyjny teorii nie odwołującej się do danych empirycznych na temat systemu nerwowego;
3. neuronauki wyprą z czasem stare i tradycyjne podejście (tzw. psychologię potoczną)[2].

Neurofilozofia rozumiana jako program badawczy powiązana jest ściśle z kognitywistyką. 
Powstanie neurofilozofii wiązać można z  rewolucją kognitywistyczną z lat 50. XX wieku i wejściem nauk ścisłych na tradycyjny teren badań nauk humanistycznych.
Co do zasady, neurofilozofia powiązana jest z stanowiskami redukcjonistycznymi i materialistycznymi, zaprzeczającymi istnieniu na fundamentalnym poziomie zjawisk i praw psychicznych. Wszystkie akty umysłowe mają swój odpowiednik na poziomie fizycznym. Takim odpowiednikiem mają być m.in. neuronalne korelaty świadomości.

## Ważniejsze prace przetłumaczone na polski
- Christof Koch, Neurobiologia na tropie świadomości, WUW, przeł. Grzegorz Hess, 2008.
- Patricia S. Churchland, Moralność mózgu. Co neuronauka mówi o moralności, CC Press, przeł. Mateusz Hohol i Natalia Marek, 2013.
- Paul Churchland, Mechanizm rozumu, siedlisko duszy. Filozoficzna podróż w głąb mózgu, Aletheia, 2002.
- Antonio Damasio, Błąd Kartezjusza. Emocje, rozum i ludzki mózg, Rebis,2002.
- Stanislaw Dehaene, Świadomość i mózg. Odczytywanie kodu naszych myśli, CC Press, 2023.
- Daniel C. Dennett, Świadomość, CC Press, przeł. Marcin Miłkowski, 2016.
- Jerry Fodor, Język myśli.LOT2, PWN, 2011.
- Eric Kandel, Zaburzony umysł. Co nietypowe mózgi mówią o nas samych, CC Press, 2020.
- Vilayanur S. Ramachandran, Neuronauka o podstawach człowieczeństwa: O czym mówi mózg? (2012), Wydawnictwa Uniwersytetu Warszawskiego, ISBN 978-83-235-0911-0.